# Henryk Dampc
Henryk Dampc est un boxeur polonais né le 12 avril 1935 à Wejherowo et mort le 24 mars 2000 à Gdynia.

## Carrière
Sa carrière amateur est principalement marquée par une médaille d'argent remportée aux championnats d'Europe de 1959 dans la catégorie des poids super-welters.

## Palmarès

### Championnats d'Europe
- Médaille d'argent en -71 kg en 1959 à Lucerne, Suisse